# Longchuan, Dehong
Longchuan är ett härad i Dehong, en autonom prefektur för dai- och jingpo-folken i Yunnan-provinsen i sydvästra Kina. 